# رمبها (بازیگر)
رمبها (انگلیسی: Rambha؛ زادهٔ ۵ ژوئن ۱۹۷۶) یک هنرپیشه اهل هند است. وی بین سال‌های ۱۹۹۰ تا ۲۰۱۱ میلادی فعالیت می‌کرد.
از فیلم‌ها یا برنامه‌های تلویزیونی که وی در آن نقش داشته‌است، می‌توان به چیتا اشاره کرد.

## فیلم‌شناسی
فهرست برخی از فیلم‌هایی که رمبها در آنها به ایفای نقش پرداخته است:
- ۱۹۹۲ فقط آن را بخواهید
- ۱۹۹۴ چیتا
- ۱۹۹۵ جلاد (Jallaad)
- ۱۹۹۶ جنگ
- ۱۹۹۶ جریمه (Jurmana)
- ۱۹۹۶ عاشقی از بمبئی
- ۱۹۹۷ بخش ویژه
- ۱۹۹۷ قهر
- ۱۹۹۷ آروناچالام
- ۱۹۹۷ دوقلوها
- ۱۹۹۸ پیوند
- ۱۹۹۸ بی‌خانمان خارجی
- ‌۲۰۰۰ مراقبت
- ۲۰۰۰ دختر شماره یک
- ۲۰۰۱ چون من دروغ نمی‌گویم
- ۲۰۰۲ دشمن بزرگ
- ۲۰۰۲ عشق دیوانگی است حضور افتخاری
- ۲۰۰۳ باندا پاراماسیوام
- ۲۰۰۴ آتش زیبا
- ۲۰۰۴ چاتراپاتی